# 게오르기 플료로프

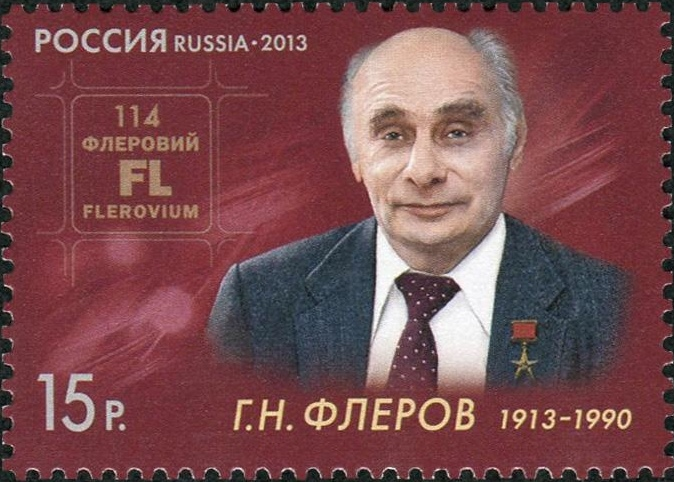

게오르기 니콜라예비치 플료로프(러시아어: Гео́ргий Никола́евич Флёров, 1913년 3월 2일~1990년 11월 19일)는 소련의 핵물리학자이다. 더브나 연구소의 설립자로, 원자번호 114번 플레로븀(Fl)은 플료로프의 이름을 딴 것이다.